# Diplomesodon pulchellum
Diplomesodon pulchellum är en art i familjen näbbmöss som förekommer i södra Ryssland (öster om Volgafloden) samt i Centralasien (Kazakstan, Uzbekistan, Turkmenistan).

## Beskrivning
Arten har en kännetecknande pälsfärg. Den största delen av djurets rygg är täckt med mörkgråa hår, på bakre delen av ryggen förekommer en stor, oval och vitaktig fläck. Även undersidan fötterna och svansen är vita. Liksom hos andra näbbmöss har individerna en långsträckt nos och små ögon. Elastiska hår på fötterna förbättrar artens förmåga att röra sig på den lösa sanden. Kroppslängden ligger mellan 5 och 8 cm, svanslängden mellan 2,5 och 3 cm och vikten mellan 7 och 13 gram.
I motsats till flera andra näbbmöss undviker Diplomesodon pulchellum våta habitat. Den vistas däremot i torra stäpper och halvöknar. Individerna rör sig snabba och gömmer sig i bergssprickor eller bland buskar. De är främst aktiva på natten och lever utanför parningstiden ensamma. Honan kan para sig flera gånger per år och per kull föds omkring fem ungar.
Arten livnär sig på insekter (till exempel myror) och små ödlor. Näbbmusen biter i bytets nacke och väntar till fångsten är uttröttad.